# فلهم جيجر
فلهم جيجر (1856 – 1943 م) هو مستشرق ألماني متخصص في الإيرانيات والهنديات.
أهم آثاره كتاب «حضارة شرقي إيران في العصر القديم» (إيرلنجن 1882 م)؛ وقد ترجم إلى الإنكليزية.